# Elezioni presidenziali in Ossezia del Sud del 2017
Le elezioni presidenziali in Ossezia del Sud del 2017 si sono tenute il 9 aprile 2017 insieme ad un referendum sul cambio del nome ufficiale dello stato in "Repubblica dell'Ossezia del Sud–Stato di Alania", o "Ossezia del Sud–Alania" in breve. Il presidente in carica Leonid Tibilov ha corso per un secondo e ultimo mandato in carica, ma è stato sconfitto da Anatolij Bibilov del partito Ossezia Unita.

## Candidati
- Leonid Tibilov, presidente dell'Ossezia del Sud dal 2012[3]
- Anatolij Bibilov, presidente del Parlamento[3]
- Alan Gagloev, ufficiale del KGB[3]

### Candidati esclusi
- Ėduard Kokojty, presidente dell'Ossezia del Sud dal 2001 al 2011. La sua candidatura è stata rigettata poiché la Commissione Elettorale Centrale ha scoperto che non riscontrava i requisiti di residenza; un candidato deve vivere in Ossezia del Sud per almeno nove mesi dell'anno nei dieci anni precedenti un'elezione.[3] La decisione di escludere Kokojty ha condotto a diverse proteste a Tskhinvali, tuttavia la decisione non è stata modificata.[4]
- Amiran Bagayev, proprietario di una compagnia di costruzioni.

## Esito
Secondo un sondaggio, Tibilov conduceva con il 45,8% dei voti, Bibilov aveva il 36,9% e Gagloev aveva il 16,8%. Tuttavia, il risultato finale vide Bibilov passare davanti con il 55% dei voti.

## Risultati
| Candidati            | Partito              | Voti   | %     |
| -------------------- | -------------------- | ------ | ----- |
| Anatolij Bibilov     | Ossezia Unita        | 17.736 | 54,80 |
| Leonid Tibilov       | Indipendente         | 10.909 | 33,71 |
| Alan Gagloev         | Indipendente         | 3.291  | 10,17 |
| Contro tutti         | Contro tutti         | 429    | 1,33  |
| Schede bianche/nulle | Schede bianche/nulle | 1.447  |       |
| Totale               | Totale               | 33.812 | 100   |
| Eletti/affluenza     | Eletti/affluenza     | 42.459 | 79,63 |